# ويليام سكوت كيتشام
ويليام سكوت كيتشام (بالإنجليزية: William Scott Ketchum)‏ هو ضابط أمريكي، ولد في يوليو 1813 في نوروولك في الولايات المتحدة، وتوفي في 1871 في بالتيمور في الولايات المتحدة.